# ۳۹۷ (قمری)
۳۹۷ (قمری)، سیصد و نود و هفتمین سال در گاهشماری هجری قمری است. اول محرم این سال برابر با سوم اکتبر سال ۱۰۰۶ میلادی است.